# تكوشت (أوكنز)
تكوشت هي إحدى مشيخات المملكة المغربية، تتبع جغرافيا لإقليم شتوكة آيت باها وإداريًا لأوكنز. يقدر عدد سكانها بـ 1346 نسمة حسب الإحصاء الرسمي للسكان والسكنى لسنة 2004.